# Miltochrista citrona
Miltochrista citrona är en fjärilsart som beskrevs av George Francis Hampson 1907. Miltochrista citrona ingår i släktet Miltochrista och familjen björnspinnare. Inga underarter finns listade i Catalogue of Life.